# نرسس چهارم شنورهالی
جاثلیق مقدس نِرسِس چهارم شنورهالی (ارمنی: Սուրբ Ներսէս Դ. Կլայեցի (Շնորհալի)؛ ۱۱۰۲ – ۱۳ اوت ۱۱۷۳) یک اسقف، شاعر، تاریخ‌نگار و آهنگ‌ساز اهل ارمنستان در سده ۱۲ میلادی بود. وی اسقف جاثلیق ارمنیان کیلیکیه از سال ۱۱۶۶ تا پایان عمرش در سال ۱۱۷۲ بود.

## زندگی
نرسس شنورهالی حدود سال ۱۱۰۲ میلادی در یک خانوادهٔ ناخاراری ارمنی متولد شد (برخی منابع تاریخ تولد وی را ۱۱۰۷ ذکر می‌کنند) وی نوادهٔ گریگور ماگیستروس بود
وی که در اکثر سبک‌های ادبی عصر خود آثاری خلق کرده‌است از چهره‌های برجستهٔ ادبیات ارمنی است و قرن‌ها شاعران و نویسندگان کلیسای ارمنی از او پیروی کرده‌اند. شنورهالی از جمله شاعرانی بود که در زمینهٔ وزن شعر ارمنی نیز نوآوری‌هایی کرد و آن را تکامل بخشید.
از نامدارترین شاعران لیریک سرای ادبیات قرون وسطی ارمنی است. از این شاعر بزرگ که در عین حال روحانی عالی مقامی هم بود، گنجینهٔ ادبی ارزشمندی به ارث مانده‌است. آثار شنورهالی به دو بخش مذهبی و غیرمذهبی تقسیم می‌شود. اشعار مذهبی که به «شاراکان» ها معروف هستند در عصر حاضر نیز در کلیسای حواری ارمنی خوانده می‌شوند. در اشعار غیرمذهبی وی چهره‌های تاریخی-حماسی ارمنی، زندگی روزمرهٔ مردم و طبیعت تصویر کشیده شده‌است.
شنورهالی شعرهای پندآمیز، ضرب‌المثل‌ها و آثار منثور بسیاری نیز خلق کرده‌است که مضامین آن‌ها را روابط اجتماعی و آرزوها و آمال انسانی تشکیل می‌دهند.
«ترانه خفتگان» یکی از برجسته‌ترین آثار نرسس شنورهالی می‌باشد
جاثلیق نرسس شنورهالی در ۱۳ اوت ۱۱۷۳ (برخی منابع تاریخ وفات وی را سال ۱۱۷۲ میلادی ذکر می‌کنند) وفات یافت.